# Micro-région de Szerencs
La micro-région de Szerencs (en hongrois : szerencsi kistérség) est une micro-région statistique hongroise rassemblant plusieurs localités autour de Szerencs.